# Leonhard Fendt
Leonhard Fendt (* 2. Juni 1881 in Baiershofen, Bayern; † 9. Januar 1957 in Augsburg) war ein deutscher Theologe, der als katholischer, später als evangelischer Hochschullehrer wirkte.

## Leben
Leonhard Fendt studierte nach dem Abitur in Dillingen Katholische Theologie in München und Straßburg. In München wurde er Mitglied der katholischen Studentenverbindung K.S.St.V. Alemannia im KV. 1910 promovierte er in Straßburg, das Thema seiner Dissertation war  Die Christologie des Nestorius. Fendt war dann Subregens des Priesterseminars in Dillingen und ab 1915 Lehrstuhlinhaber für Dogmatik an der dortigen Philosophisch-Theologischen Hochschule. 1917 verzichtete er jedoch auf das Amt, da er sich nicht mehr berufen sah, katholische Dogmen zu lehren.
Bei Friedrich Loofs in Halle (Saale) vertiefte er seine Kenntnisse in evangelischer Theologie und konvertierte 1918 zur evangelischen Kirche. Anschließend bekleidete er die Pfarrstelle in Gommern bei Magdeburg. Neben einer Studie über Gnostische Mysterien verfasste er ein Werk über den lutherischen Gottesdienst des 16. Jahrhunderts und veröffentlichte 1923 den Titel Erfüllung. Vom wohlgemuten Luthertum.
Seit 1925 war Fendt Pfarrer in Magdeburg und kam 1927 nach Berlin. Dort versah er an der Kirche zum Heilsbronnen seinen Dienst, habilitierte sich schließlich an der Berliner Theologischen Fakultät für Praktische Theologie, setzte 1931 seine Lehrtätigkeit fort, um von 1934 bis zum Kriegsende 1945 den Lehrstuhl für dieses Fach innezuhaben.
Nach einer vorübergehenden Tätigkeit an der Universität Erlangen und anschließender Mitarbeit im Missionshaus von Bad Liebenzell lebte er die letzten Jahre in Augsburg. Fendt veröffentlichte zahlreiche und z. T. viel beachtete Schriften.
Kurz vor seinem Tod soll Fendt wieder zur katholischen Kirche konvertiert sein, wofür es aber keine stichhaltigen Belege gibt.

## Schriften (Auswahl)
- Die Dauer der öffentl. Wirksamkeit Jesu. 1906.
- Die Theol. des Nestorius. Diss. Straßburg; Kempten 1910.
- Des heiligen Methodius Gastmahl oder die Jungfräulichkeit. Aus dem Griechischen übersetzt und mit Erläuterungen versehen von Dr. L. Fendt. Kempten und München 1911, (Textarchiv – Internet Archive).
- Die religiösen Kräfte des katholischen Dogmas. 1921.
- Gnostische Mysterien. Ein Beitrag zur Geschichte des christlichen Gottesdienstes. 1922.
- Der lutherische Gottesdienst des 16. Jahrhunderts. 1923.
- Erfüllung, ein Büchlein von wohlgemutem Luthertum. 1923.
- Symbolik des römischen Katholizismus. 1926.
- Grundriß der praktischen Theologie. 1938/1949.
- Die katholische Lehre von Messe und Abendmahl. 1954.
- Einführung in die Liturgiewissenschaft. 1958.